# Coppa Italia Dilettanti (Fase C.N.D.) 1993-1994
La fase C.N.D. della Coppa Italia Dilettanti 1993-1994 è un trofeo di calcio cui partecipano le squadre militanti nel Campionato Nazionale Dilettanti 1993-1994. Questa è la 13ª edizione, la prima con questo nome. La vincitrice si qualifica per la finale della Coppa Italia Dilettanti 1993-1994 contro la vincitrice della fase Eccellenza.

## Breve regolamento
Le 166 squadre del Campionato Nazionale Dilettanti 1992-1993 disputano 4 turni organizzati in gironi da tre squadre, anziché ad eliminazione diretta. Le due squadre rimaste disputano la finale in due gare andata-ritorno.

## Primo turno
| data       | GIRONE ???         | ris.  |
| ---------- | ------------------ | ----- |
| 22.08.1993 | Melfi – Avigliano  | 0 – 1 |
| 25.08.1993 | Vultur – Melfi     | 0 – 0 |
| 29.08.1993 | Avigliano – Vultur | 3 – 1 |

| Class. Girone ??? | P.ti | G | V | N | P | GF | GS | DR |
| ----------------- | ---- | - | - | - | - | -- | -- | -- |
| Avigliano         | 4    | 2 | 2 | 0 | 0 | 4  | 1  | +3 |
| Melfi             | 1    | 2 | 0 | 1 | 1 | 0  | 1  | -1 |
| Vultur Rionero    | 1    | 2 | 0 | 1 | 1 | 1  | 3  | -2 |

## Secondo turno
| data       | GIRONE ???          | ris.                       |
| ---------- | ------------------- | -------------------------- |
| 13.10.1993 | Maglie – Martina    | vince il Martina forse 0-3 |
| 20.10.1993 | Avigliano – Maglie  | 0 – 1                      |
| 27.10.1993 | Martina – Avigliano | ?                          |

| Class. Girone ??? | P.ti | G | V | N | P | GF | GS | DR |
| ----------------- | ---- | - | - | - | - | -- | -- | -- |
| Martina           | ?    | 2 | ? | ? | ? | ?  | ?  | ?  |
| Toma Maglie       | 2    | 2 | 1 | 0 | 1 | ?  | ?  | ?  |
| Avigliano         | ?    | 2 | ? | ? | ? | ?  | ?  | ?  |

## Cammino del Varese
Questo il cammino del Varese:
```
PRIMO TURNO:

Gallaratese
-
Varese
            0-1

Varese
-
Abbiategrasso
          3-0

SECONDO TURNO:

Varese
-
Verbania
               2-0

Saronno
-
Varese
                
0-0

TERZO TURNO:

Bra
-
Varese
                    1-1

Varese
-
Corsico
                2-1

SEMIFINALI:

Varese
-
Gubbio
                 0-0

Capriolo
-
Varese
               0-2
```

## Triangolari di semifinale
| GIRONE A          | ris.  |
| ----------------- | ----- |
| Gubbio - Capriolo | 1 – 1 |
| Varese - Gubbio   | 0 – 0 |
| Capriolo - Varese | 0 – 2 |

| Reg.  | Class. Girone A | P.ti | G | V | N | P | GF | GS | DR |
| ----- | --------------- | ---- | - | - | - | - | -- | -- | -- |
| (LOM) | Varese          | 3    | 2 | 1 | 1 | 0 | 2  | 0  | +2 |
| (UMB) | Gubbio          | 2    | 2 | 0 | 2 | 0 | 1  | 1  | 0  |
| (LOM) | Capriolo        | 1    | 2 | 0 | 1 | 1 | 1  | 3  | –2 |

| GIRONE B            | ris.  |
| ------------------- | ----- |
| Martina - Termoli   | 2 – 2 |
| Tolentino - Martina | 1 – 0 |
| Termoli - Tolentino | 2 – 2 |

| Reg.  | Class. Girone B | P.ti | G | V | N | P | GF | GS | DR |
| ----- | --------------- | ---- | - | - | - | - | -- | -- | -- |
| (MAR) | Tolentino       | 3    | 2 | 1 | 1 | 0 | 3  | 2  | +1 |
| (MOL) | Termoli         | 2    | 2 | 0 | 2 | 0 | 4  | 4  | 0  |
| (PUG) | Martina         | 1    | 2 | 0 | 1 | 1 | 2  | 3  | –1 |

## Finale
| Squadra 1    | Totale | Squadra 2       | Andata | Ritorno |
| ------------ | ------ | --------------- | ------ | ------- |
| (LOM) Varese | 1 – 0  | Tolentino (MAR) | 1 – 0  | 0 – 0   |